# Wilhelm Bode (Pastor)
Wilhelm Bode (* 20. Oktober 1860 in Lüneburg; † 10. Juni 1927 in Wilsede, Lüneburger Heide) war ein deutscher evangelischer Pfarrer, der als Heidepastor in der Region der Lüneburger Heide, als Genossenschaftsgründer und als Naturschützer bekannt ist.

## Leben

### Kindheit, Studium und Privatleben

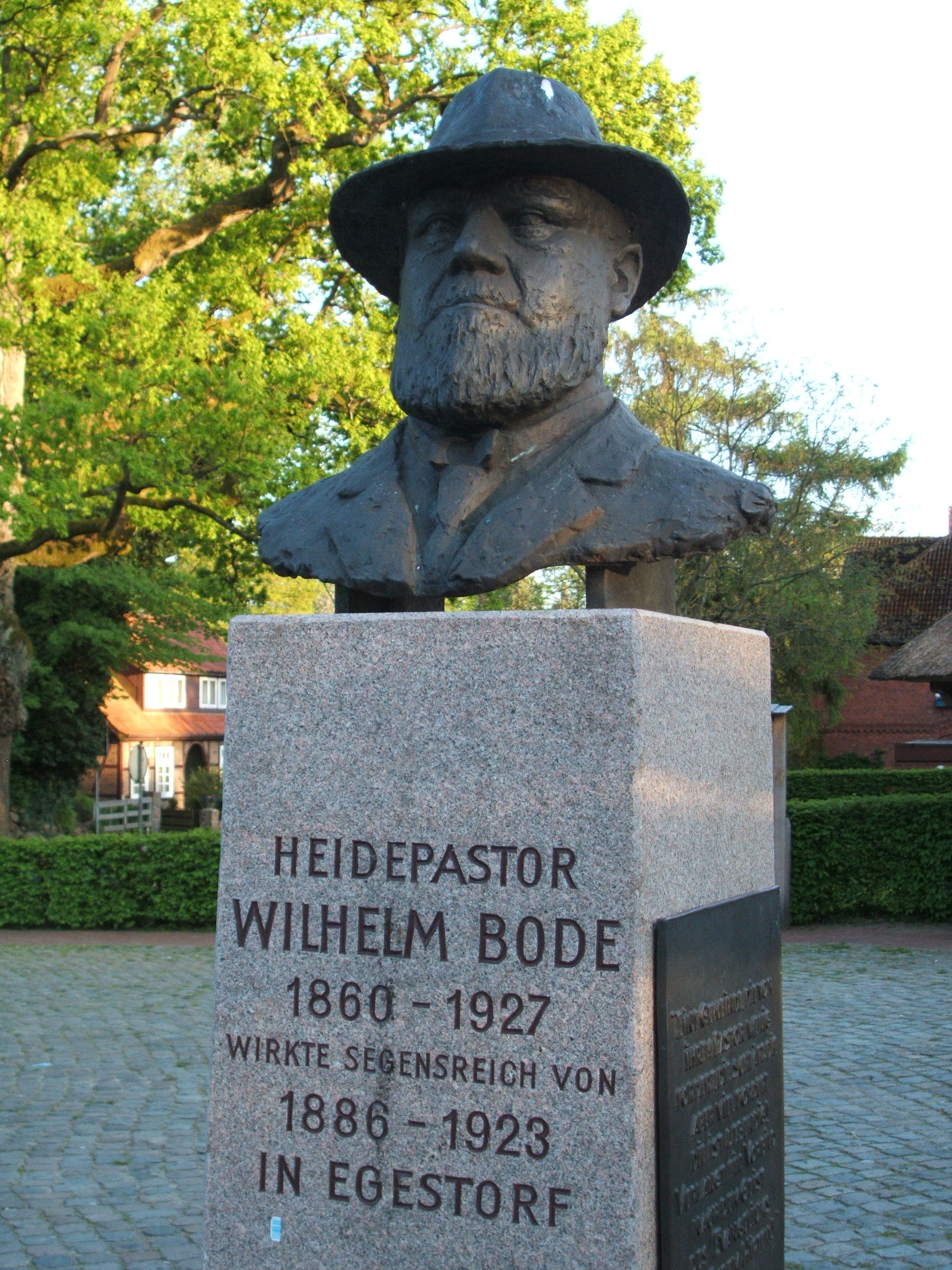
Denkmal für den „Heidepastor“ Wilhelm Bode

Bode kam am 20. Oktober 1860 als drittes von elf Kindern des Lüneburger Oberlehrers Wilhelm Bode sen. und der Hausfrau Wilhelmine Dorothea Bode geborene Kloppenburg zur Welt. Im Jahr 1880 bestand er am Johanneum zu Lüneburg das Abitur. Zwischen 1880 und 1884 studierte er in Göttingen und Straßburg auf ausdrücklichen Wunsch des Vaters Evangelische Theologie. Der vielseitig interessierte Bode hörte jedoch auch Vorlesungen in Geschichte, Naturgeschichte, Germanistik und Jurisprudenz. Während seines Studiums wurde er 1881 Mitglied der Burschenschaft Alemannia Straßburg. Nach dem bestandenen ersten theologischen Examen hatte er in den Jahren 1884 und 1885 eine Stelle als Hauslehrer bei der Familie von Manteuffel in Dserwen bei Libau, Russisches Reich. Diese Stelle ermöglichte ihm zugleich die Vorbereitung auf die zweite theologische Staatsprüfung, die er Ende 1885 bestand. Anschließend wurde er ordiniert.
In Russland lernte er zugleich seine spätere Frau, die Lehrerin Raja Fadejew kennen, die er 1888 heiratete. Wilhelm Bode und seine Frau Raja hatten vier Kinder – drei Töchter und einen Sohn – und zwar Dagmar (* 1889), Vera (* 1895; † 1895), Wilhelm (* 1898) und Ruth (* 1902).

### Genossenschaftsgründungen
Im Jahr 1886 wurde er als Pastor von Egestorf bestellt. 1888 gründete Bode in seinem Kirchspiel Egestorf den Egestorfer Spar- und Darlehnskassenverein, eine der ersten Raiffeisenkassen in der Provinz Hannover, die er 37 Jahre als Vorstandsvorsitzender leitete. Die Kreditgenossenschaft ist eine der ältesten Wurzeln der heutigen Volksbank Lüneburger Heide eG. Ebenso gründete er 1890 die Landesgenossenschaftskasse in Hannover, bei der er neun Jahre als Aufsichtsrat wirkte. Die Bank ist einer der Vorläufer der heutigen DZ Bank in Frankfurt.
1898 initiierte er in Salzhausen die Gründung eines genossenschaftlichen Krankenhauses. Das Krankenhaus Salzhausen, Gemeinnütziger Krankenpflegeverein eG, ist in dieser Rechtsform in Deutschland einzigartig und besteht noch heute.
1909 betrieb er die Einrichtung einer zentralen Wasserversorgung auf genossenschaftlicher Grundlage in Egestorf. 1920 gründete er die Landwirtschaftliche Bezugs- und Absatzgenossenschaft für Egestorf und Umgebung und wurde ihr Vorstandsvorsitzender.
Darüber hinaus war Bode in ganz Deutschland als Werber für das Genossenschaftswesen auf Vortragsreisen tätig. Seine Vortragsmanuskripte erreichten eine Druckauflage von annähernd 100.000 Stück.

### Engagement für den Naturschutz
1905 kaufte er den Totengrund, ein landschaftlich idyllisches, aber für den Ackerbau ungeeignetes Trockental in der Lüneburger Heide nahe dem Wilseder Berg auf, um ihn für den Naturschutz zu erhalten. Das Geld hatte der Münsteraner Universitätsprofessor Andreas Thomsen bereitgestellt. Damit legte er den Grundstock für den heutigen Naturschutzpark, für dessen Wachstum und Sicherung er unermüdlich warb. Im Jahr 1910 kaufte er für den Verein Naturschutzpark den Wilseder Berg und verhinderte so dessen geplante Aufforstung. In den folgenden Jahren leitete er die umfangreichen Flächenaufkäufe des Vereins als dessen Generalbeauftragter in der Heide. Dabei kamen ihm seine genaue Ortskenntnis und die Kenntnis der Mentalität der Heidebauern zugute. Wilhelm Bode ist es zu verdanken, dass in der Region um den Wilseder Berg größere Heideflächen erhalten blieben. Des Weiteren unterstützte er den Lehrer Bernhard Dageförde beim Aufbau des Heidemuseums Dat ole Huus in Wilsede und er organisierte den Bau des Gasthauses zum Heidemuseum ebendort. Wegen seines unermüdlichen Engagements für die Erhaltung der Heidelandschaft wurde Wilhelm Bode „der Heidepastor“ genannt.

### Letzte Jahre und Andenken
1923 wurde Wilhelm Bode vom Konsistorium der Evangelisch-lutherischen Landeskirche Hannovers wegen angeblicher Pflichtverletzung aus seinem Amt entlassen. Das Konsistorium bezog sich hierbei unter anderem auf Vorwürfe eines außerehelichen sexuellen Verhältnisses Bodes mit Dora Hinrichs, der jungen Wirtin des Gasthauses zum Heidemuseum. Es ist bis heute ungeklärt, ob diese Vorwürfe der Wahrheit entsprachen oder ob es sich um gezielt gestreute Gerüchte von Landbesitzern und Bodenspekulanten handelte, die die Unterschutzstellung des Gebietes um den Wilseder Berg in den frühen 1920er Jahren intensiv bekämpften.
Nach seiner Entlassung lebte Wilhelm Bode bis zu seinem Tod in Wilsede. Er starb an den Folgen mehrerer Schlaganfälle am 10. Juni 1927. Im folgenden Jahr wurde seine Asche, Pastor Bodes Willen entsprechend, von seinem Sohn auf dem Wilseder Berg verstreut.
Die Gemeinde Egestorf feierte im Jahr 2010 den 150. Geburtstag des Pastors mit einer Reihe von Veranstaltungen, einer Ausstellung und einem Fest.
Das Genossenschaftliche Archiv in Hanstedt dient auch seinem Andenken. In Hamburg-Lohbrügge wurde eine Straße nach ihm benannt.

## Veröffentlichungen
- Pastor Wilhelm Bode: Zwei Jahrzehnte genossenschaftlicher Kleinarbeit – Geschichte und Erfolge der Egestorfer Spar-. und Darlehnskasse von 1888–1908. Neuauflage 2018, Schriftenreihe der Stiftung Genossenschaftliches Archiv, Band 4, Hanstedt